# ياكوزا (سلسلة ألعاب فيديو)
ياكوزا (بالإنجليزية:Yakuza) (باليابانية:龍が如) ، بالنسبة للتسمية اليابانية تعني «مِثلُ التِّنين» نسبة لبطل اللعبة كازوما حينما يقوم بالوشم على ظهره صورة التنين، هذه هي سلسلة ألعاب ياكوزا اليابانية والتي تطورها شركة ريو غا غوتوكو ستوديو، وتنشرها شركة سيجا في جميع أنحاء العالم، وتدعم اللغة اليابانية في اليابان واللغة الإنجليزية في جميع أنحاء العالم، وهي ألعاب من نوع ألعاب أكشن-مغامرات، وحروب العصابات اليابانية، ومطاردة كبار المجرمين في طوكيو وأوكيناوا. أحدث الأجزاء الرئيسية في السلسلة هما من نوع تقمص الأدوار، ياكوزا: لايك آدراغون، ولايك آدراغون: الثروة اللانهائية التي صدرت في 26 يناير 2024.

## الألعاب
- ياكوزا.
- ياكوزا 2.
- ياكوزا 3.
- ياكوزا 4.
- ياكوزا 5.
- ياكوزا 0
- ياكوزا 6

## وصلات خارجية
- Ryu Ga Gotoku series Portal Site (باليابانية)
- Yakuza series Portal Site (بالإنجليزية)
- Ryu Ga Gotoku series Twitter Account (باليابانية)
- Ryu Ga Gotoku series Official Blog (باليابانية)